# Ceroma biseriata
Ceroma biseriata är en spindeldjursart som beskrevs av Lawrence 1960. Ceroma biseriata ingår i släktet Ceroma och familjen Ceromidae. Inga underarter finns listade i Catalogue of Life.